# 豊中市立岡町図書館
豊中市立岡町図書館（とよなかしりつおかまちとしょかん）は大阪府豊中市にある市立図書館。
豊中市内で最初の公立図書館である。動く図書館とよ1ぶっくる（移動図書館）の巡回貸出拠点、子ども文庫や読み聞かせグループなどの団体へのサービス、点字図書館としての機能も有する。3階の参考室には行政資料や地域資料コーナー、2階の貸出室には、名誉市民・山田洋次ライブラリー、医療情報コーナー、1階のこども室には、「世界のこどもの本の部屋」がある。玄関前には峠三吉の「にんげんをかえせ」の詩碑がある。

## 歴史
1945年（昭和20年）3月、豊中市役所内にて市役所教育課に併設される形で開館。
1947年（昭和22年）10月、桜塚元町3丁目6番地に移転の上、独立開館。
1958年（昭和33年）10月、現在地に再移転して一部開館、翌年1月に施設改修が完了して全面開館した。この時「岡町北」に移転したことが岡町図書館という名称の由来であるが、正式に「岡町図書館」となるのは1975年（昭和50年）7月に庄内図書館が開館してからである。
1969年（昭和44年）、隣接していた市立中央公民館（旧・豊中郵便局庁舎）とともに一体的に建て替えられて現在の建物となる。
1992年（平成4年）5月に建物を改修。

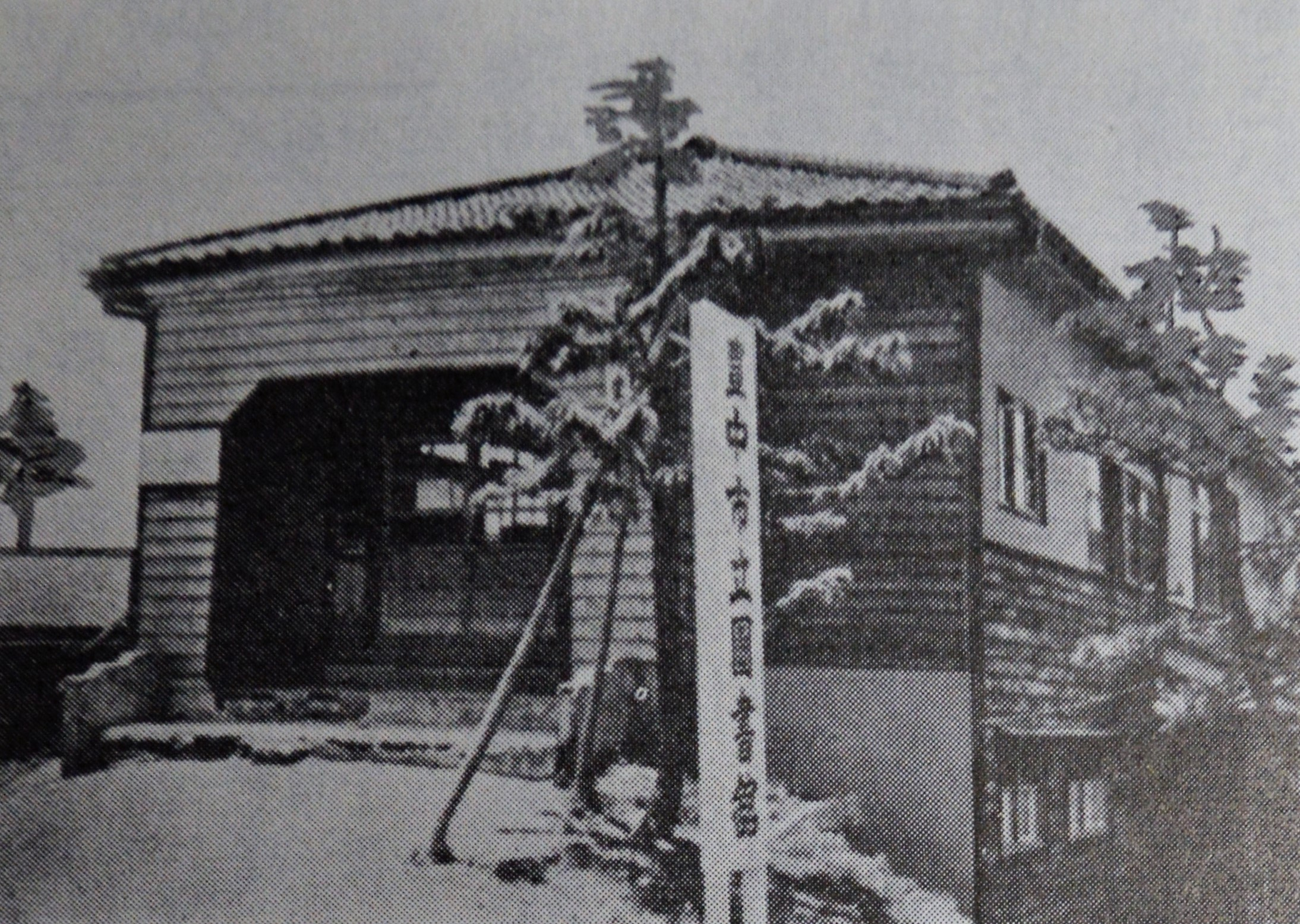
1947年から1958年までの建物
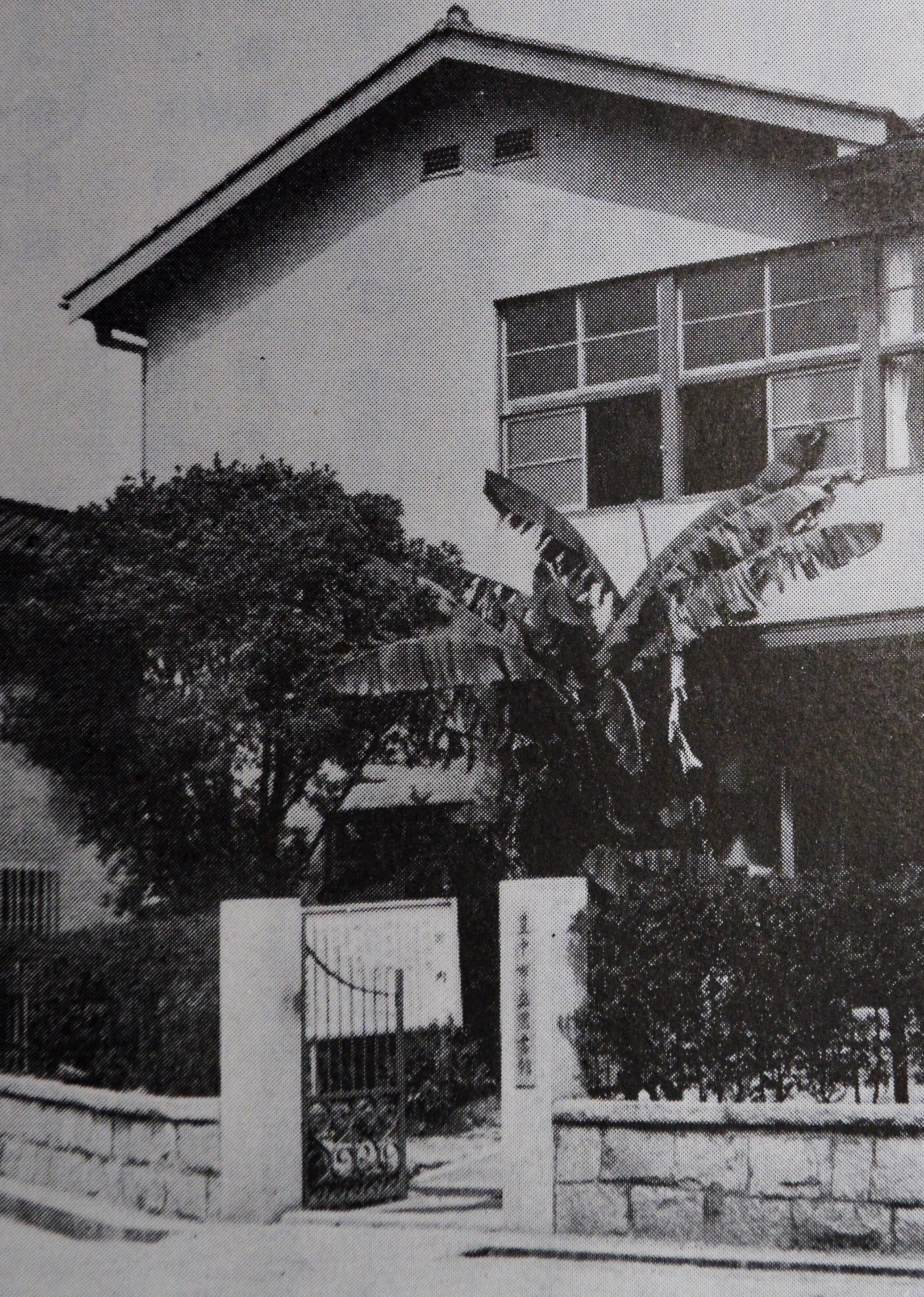
1959年から1968年までの建物

## 建物

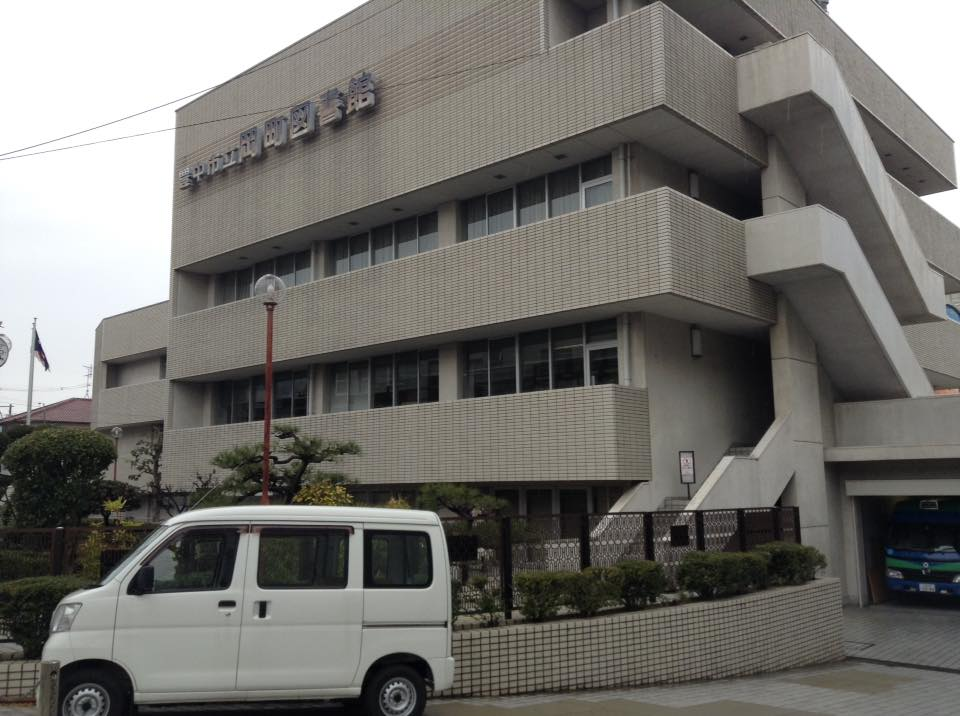
外観・BM車庫

鉄筋コンクリート造 4階建 地下1階。
- 1階 - こども室・団体貸出室・書庫
- 2階 - 貸出室
- 3階 - 参考室・集会室
- 4階 - 点字図書室・事務室

## 特色
子ども室に「世界のこどもの本の部屋」がある。世界46か国の児童書を集めて1992年（平成4年）5月15日に開設されたもので、市内の小学校教諭の遺言で寄付された1500万円で整備された。
2011年（平成23年）、「住民生活に光をそそぐ交付金」を活用して「医療・健康情報コーナー」を設置。資料を充実させるとともに、健康増進課が主催する「健康カレッジ」の会場へ出張して関連資料の展示と貸出を行ったり、市立豊中病院と連携して図書館を会場に「医療健康情報レクチャー」を開催している。

## 利用案内
- 開館時間[14]
  - 火曜日～金曜日 - 2階：10:00～19:00 、1階・3階・4階：10:00～17:00
  - 土曜日・日曜日・祝日 - 10:00～17:00
- 休館日[14] - 月曜日、毎月最終金曜日（8、12月は開館）、年始年末、特別整理期間

## 周辺
- 豊中市役所
- 豊中市商工会議所
- 岡町駅

## 交通
- 阪急宝塚本線岡町駅駅から西へ約150メートル、徒歩約2分[14]。